# محاصره بزرگ
محاصره بزرگ (انگلیسی: The Big Blockade) فیلم تبلیغاتی جنگی سیاه‌وسفید بریتانیایی محصول ۱۹۴۲ به سبک مستند است. کارگردانی آن بر عهده چارلز فرند است و ویل هی، لسلی بنکز، مایکل ردگریو و جان میلز در آن ایفای نقش می‌کنند. فیلم توسط مایکل بالکن برای استودیو ایلینگ، با همکاری وزارت جنگ اقتصادی تولید شد.
در برهه‌ای، فیلم با عنوان محاصره (Siege) شناخته می‌شد.
این یک فیلم تبلیغاتی است که در آن استراتژی بریتانیا برای محاصره اقتصادی آلمان نازی از طریق مجموعه‌ای از طرح‌ها، همراه با برش‌های مستند به تصویر کشیده شده‌است.
این اثر اگرچه در سال ۱۹۴۲ منتشر شد اما عمدتاً در سال ۱۹۴۱ ساخته شده بود؛ بنابراین، بخشی از داستان آن، شکایت از عدم دخالت آمریکا در جنگ است.